# Confederación Autismo España
La Confederación Autismo España es una entidad sin ánimo de lucro, de ámbito estatal, que agrupa y representa a 70 entidades del tercer sector de acción social de España que trabajan específicamente con personas con trastorno del espectro autista y sus familias.

## Características
La constitución de esta confederación ha sido la culminación de la colaboración informal de una serie de asociaciones de padres de personas con autismo, que desde 1976 viene trabajando en temas relacionados al autismo.[cita requerida] De este modo, la Federación Autismo España se convirtió en 1997 en la actual Confederación Autismo España.[cita requerida]
La confederación está integrada por numerosas entidades de ámbito autonómico y provincial implantadas en 12 comunidades autónomas y una ciudad autonómica, todas ellas sin ánimo de lucro y muchas de ellas declaradas de utilidad pública.
Estas entidades confederadas prestan servicios de carácter pedagógico, científico y asistencial para el desarrollo global y la plena integración social de los más de 2000 beneficiarios, todos ellos personas con autismo.
La Confederación Autismo España pertenece al Comité Español de Representantes de Personas con Discapacidad, CERMI, así como a la Asociación Internacional Autismo Europa, y a la Organización Mundial del Autismo (OMA). Mantiene asimismo varios programas subvencionados por distintos ministerios del gobierno español.

## Actividades
La Confederación intenta visibilizar el autismo, dar a conocer a la sociedad en qué consiste, su variabilidad y especificidad, desterrando mitos y falsas creencias.
Entre otras, se ocupa de mejorar la calidad de vida y facilitar la asistencia a personas con trastorno del espectro autista (TEA) a los que no podrían acceder sin su ayuda. Dentro de esta actividad se engloban proyectos como +RuralTEA que ofrece servicios habituales en las ciudades pero no así en el entorno rural, y está pensado para vecinos de municipios de menos de 30 000 habitantes y menos de 100 habitantes por metro cuadrado (es decir, alejados de las grandes áreas metropolitanas del país). 